# مبارزان بدون‌قفس
مبارزان بدون قفس (به انگلیسی: Fighters Uncgaed) یک بازی ویدئویی مبارزه‌ای است که توسط ای ام ای استودیو توسعه و توسط یوبی‌سافت بر روی کنسول‌های اکس‌باکس ۳۶۰ و کینکت انتشار یافته‌است. این بازی جزوی از ۱۲ بازی منتشر شده برای کنسول کینکت است. بازیکنان کنترل شخصیتی بنام سایمون را در اختیار دارند، مردی که تلاش می‌کند در یک لیگ مبارزه غیرمجاز قهرمان شود تا با پول آن به پدرش کمک کند از مشکل با یک تبهکار خلاص شود. این بازی دارای حرکات و حریفان مختلف است. سایمون می‌تواند با کسب مقطع مشخصی در لیگ صعود کند. پس از انتشار، زوفا (شرکت مادر یواف‌سی) شکایتی را علیه یوبی سافت به دلیل استفاده از اسم مبارزه پیشرفته (آلتیمت فایتینگ) که در نام گسترده شده یواف‌سی (آلتیمیت فایتینگ چمپیونز) قرار دارد تنظیم کرد. بازی نقدهای ضعیفی از منتقدان دریافت کرد و بسیاری از منتقدان از بخش آموزشی و جلوه‌های بصری بازی انتقاد کردند و همچنین سیستم کنترل حرکت این بازی را بزرگترین مشکل در بازی خواندند، بسیاری این بازی را شکست خورده دانستند. این بازی شامل ۷۰ ضربه و ۲۱ محیط مسابقه مختلف است، بازی بر روی کنسول کینکت قابلیت تشخیص صدا نیز دارد. مبازان بدون قفس یکی از سری بازی‌های شکست خورده شرکت یوبی‌سافت می‌باشد.

## گیم‌پلی

اسکرین شات از گیم‌پلی بازی مبارزان بدون قفس

بازیکنان می‌توانند بر روی کنسول کینکت، این بازی را با حسگر حرکتی و صوتی  کنترل کنید. بازی دارای یک حالت بازی به نام «فایتینگ (مبارزه)» است که پس از تکمیل حالت آموزشی قابل دسترسی است. شخصیت اصلی بازی سایمون قادر به انجام انواع ضربات مختلف از جمله مشت‌های کوتاه و بلند، لگد، بلاک یا مهار، جاخالی دادن و ضربه سر است. پس از تکمیل شدن نواری در بازی بنام فینیشینگ (Finishing) (حرکت تمام کننده)، بازیکن می‌تواند با فریاد زدن بر سر کنسول کینکت و گفتن کلمه فینیش هیم (تمامش کن) این حرکت را انجام دهد. در مراحل اولیه این بازی، فهمیدن استراتژی حریف به اصطلاح عامیانه (رو شدن دست) دشواری ندارد و شما به راحتی می‌توانید استراتژی و نقطه ضعف حریفتان را پیدا کنید، اما با پیشرفت مراحل و بالا رفتن به لیگ‌های بالاتر، تلاش برای یافتن استراتژی و حرکات دشمنان، بسیار دشوار است. حرکاتی که سایمون انجام می‌دهد بستگی به مکانی دارد که حریف در آن زمان قرار دارد، بنابراین حرکات خاص، تنها در لحظات خاص اجرا می‌شوند. بازی دارای لیگ‌های مختلفی است که شما با رسیدن به سطح مشخصی به لیگ‌های بالاتر می‌رسید. امتیاز با شکست دادن، انجام ضد حملات، بهره‌برداری از نقاط ضعف و انجام درست ضربات ترکیبی به دست می‌آید. اگر در پایان مبارزه نتوانید حریف را شکست دهید، هیچ امتیازی به شما تعلق نمی‌گیرد.

## توسعه
این بازی توسط یوبی سافت درسال ۲۰۱۰ انتشار یافت، و سه ماه قبل از انتشار رسمی در گیمزکام معرفی شد. پس از آن یک نسخه دمو برای طرفداران در دسترس قرار گرفت تا بازیکنان نواقص بازی را گزارش کنند. این بازی توسط استودیو ای ام ای توسعه یافته و توسط یوبی سافت به‌طور انحصاری برای اکس‌باکس ۳۶۰ و کینکت منتشر شد. تریلر بازی نقص‌های فراوانی داشت، برای همین روزنامه نگاران بازی‌های ویدیویی مانند کریستوفر گرانت از سایت انگیجنت و جمین اسمیت از سایت ویدئو گیمر مجذوب بازی نشدند و نقدهای تندی را علیه بازی کردند. کریستوفر گرانت تحت تأثیر تریلر بازی قرار نگرفت و از طراحی شخصیت‌های آن انتقاد کرد و به اشتباه املایی در تریلر اشاره کرد.
در ابتدا برنامه‌ریزی شده بود که این بازی دارای حالت چند نفره آنلاین باشد اما در هنگام توسعه بازی لغو شد.
این بازی در نوامبر ۲۰۱۰ منتشر شد و یکی از دوازده بازی بود که به‌صورت انحصاری برای کینکت منتشر شد. در دسامبر ۲۰۱۰، شرکت مادر مسابقات یو اف سی (زوفا)، برای استفاده یوبی‌سافت از عبارت «آلتیمیت فایتینگ» به معنای مبارزه حرفه ای که در پشت سیدی درایور بازی قرار داشت، علیه یوبی سافت شکایت کرد. زوفا ادعا کرد که که این جمله، مشابه کلمه گسترده شده یو اف سی (آلتیمیت فایتینگ چمپیونز) است. زوفا می‌خواست تمام سودهای یوبی‌سافت از بازی به همراه سه برابر آنها را برای استفاده بدون مجوز از اسم تجاری دریافت کند. یوبی سافت به‌طور عمومی در مورد این موضوع اظهار نظر نکرد.

## بازتاب‌ها
| گردآورنده | امتیاز |
| --------- | ------ |
| متاکریتیک | ۳۲/۱۰۰ |

| ناشر                   | امتیاز             |
| ---------------------- | ------------------ |
| اج                     | ۳/۱۰               |
| یوروگیمر               | ۲/۱۰               |
| فامیتسو                | (X360) ۲۷/۴۰ ۲۴/۴۰ |
| گیم اینفورمر           | ۴٫۵/۱۰             |
| گیم رولیشن             | ۱/۱۰               |
| گیم‌اسپات               | ۲/۱۰               |
| گیم‌تریلرز              | ۴٫۴/۱۰             |
| گیم‌زون                 | ۲٫۵/۱۰             |
| آی‌جی‌ان                 | ۳/۱۰               |
| اواکس‌ام (ایالات متحده) | ۶/۱۰               |
| دیلی تلگراف            | ۱/۱۰               |
| مترو                   | ۱/۱۰               |

طبق گفته سایت جمع‌آوری نقد متاکریتیک، این بازی نقدهای «نامطلوبی» را دریافت کرد. زمانی که بازی برای اکس‌باکس ۳۶۰ منتشر شد، سایت فامیتسو نمره ۲۴ از ۴۰ را به آن داد.
بخش آموزشی این بازی بسیار مورد انتقاد قرار گرفت. تام هاگینز از روزنامه دیلی تلگراف این بخش را «نا کارآمد و خسته کننده» توصیف کرد. دیوید جنکینز از مترو نوشت که بخش آموزشی بازی‌ها قابل توجه‌ترین بخش بازیها است، اما در این بازی غیرقابل توجه‌ترین بخش بازی بود.

منتقدان معتقد بودند که سیستم کنترل حرکت در این بازی درست کار نمی‌کند و مکانیزم مبارزه ضعیف ساخته شده‌است. مارک والتون از گیم اسپات نوشت که به نظر او این بازی «بسیار ناامید کننده» است و گفت که توسعه دهندگان در کنترل بازی «شکست خورده‌اند». اسمیت، مبارزه در این بازی را با شانس در سنگ، کاغذ، قیچی مقایسه کرد و گفت که ۹۰ درصد حمله‌ها همیشه یا ناموفق هستند یا مسدود می‌شوند، در ۱۰ درصد دیگر، حریف فقط مانند یک لیمو آنجا می‌ایستد و ضربه نمی‌زند. منقدین و کارشناسان از ساختار کلی بازی خوششان نمی‌آمد، اسمیت گفت که بازی «با بافت‌های ضعیف و سیستم و هوش مصنوعی بسیار بد شکت خورده» و دلیلش را عجله در توسعه بیان کرد. والتون نوشت که این بازی مثال خوبی برای این بود که چگونه بازی‌های مبارزه‌ای را برای کینکت درست نکنیم. گیبسون معتقد بود که «همه چیز در این بازی اشتباه است.» او گفت که شور و شوق او برای بازی با تریلر اولیه کاهش یافت و پیش‌بینی می‌کرد که بازی در نهایت نمره‌های پایینی را دریافت کند.